# Advanced Mobile Phone System

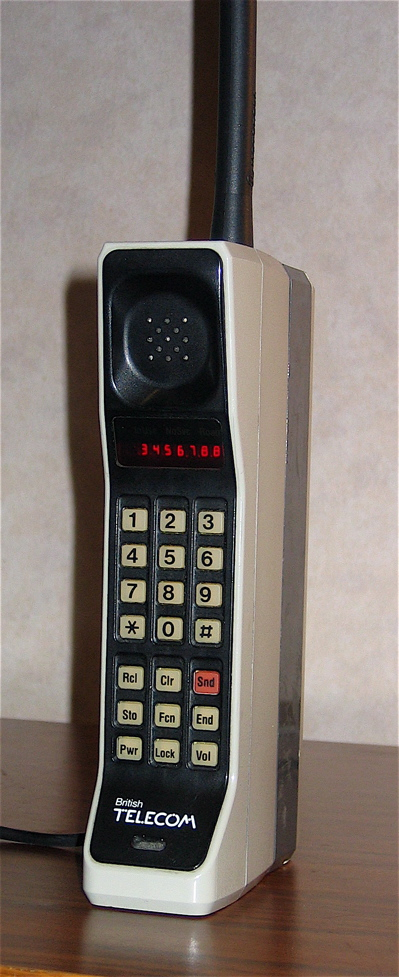
Mobilní telefon Motorola DynaTAC 8000X AMPS

Advanced Mobile Phone System (AMPS) je historický analogový systém mobilních telefonů první generace vyvinutý v 70. letech 20. století Bellovými laboratořemi a oficiálně představený v USA 13. října 1983. V Izraeli bylo AMPS spuštěno v roce 1986 a v Austrálii v roce 1987. K operátorům, kteří tuto síť provozovali, patřilo AT&T a Verizon. AMPS bylo postupně nahrazeno systémy druhé generace D-AMPS a cdmaOne. Činnost sítí AMPS byla v USA ukončena 18. února 2008, v Austrálii již v září 2000.

## Standardy
AMPS standardizoval American National Standards Institute (ANSI) jako EIA/TIA/IS-3, který byl později nahrazen standardem EIA/TIA-553 a dočasným standardem (anglicky interim standard)) IS-95 nebo TIA/EIA-95 pro digitální technologii.

## Technická realizace
AMPS používá kanály šířky 30 kHz; pro duplexní komunikaci je potřeba 1 kanál pro příjem a druhý pro vysílání.
Mobilní sítě AMPS používaly mobilní pásmo 850 MHz. V každé oblasti udělila americká federální komunikační komise (FCC) licence dvěma operátorům, kteří se označují operátor "A" a operátor "B". Původně byla licence "B" (wireline) přidělována místní telefonní společnosti a licence "A" (nonwireline) byla přidělena vítěznému bezdrátovému telefonnímu operátorovi.
Na počátku komerčního provozu mobilních sítí v USA v roce 1983 FCC přidělila každému mobilnímu operátorovi 333 párů kanálů. Na konci 80. let 20. století, kdy počet mobilních účastníků v USA vzrostl na miliony, bylo nutné přidat kanály pro rozšíření kapacity. V roce 1989 byl tento příděl zvětšen na 416 párů pro každého ze dvou mobilních operátorů (21 řídicích a 395 hlasových kanálů). Přidané kanály přímo sousedily s původně používaným pásmem, které bylo dříve vyhrazeno pro televizní kanály 70–83 UHF.
Každý duplexní kanál obsahuje 2 frekvence. 416 kanálů v pásmu 824–849 MHz sloužilo pro přenos z mobilních stanic na základnové stanice, 416 frekvencí v pásmu 869–894 MHz pro přenosy v opačném směru. Každá buňka musí používat jiné kanály než její sousedé, aby se zabránilo rušení. To v reálných systémech významně snižuje počet dostupných kanálů v každém uzlu.
Protože pro odposlech analogového provozu stačí libovolný FM přijímač, byly v USA přijaty zákony, které znemožňují, aby FCC uskutečnila certifikaci jakéhokoli výrobku obsahujícího přijímač schopný přijímat frekvenční rozsahy používané analogovou sítí AMPS. Přestože sítě AMPS se již nepoužívají, tyto zákony zůstávají v platnosti.